# Rolo

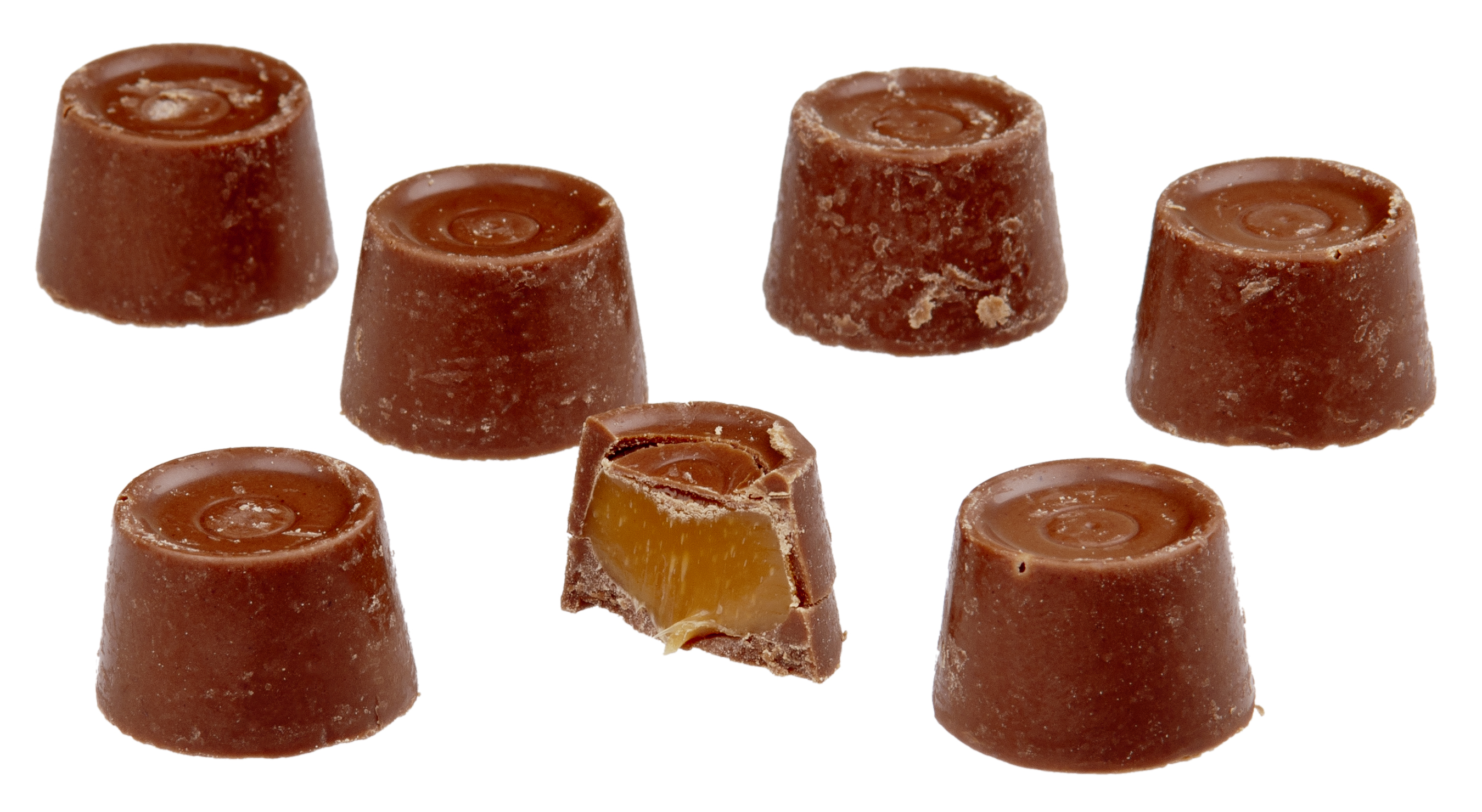
US-Rolo-Stücke

Rolo ist ein Markenname von kegelstumpfförmiger Schokolade mit einem Karamell-Kern. Sie wird allgemein von Nestlé produziert, in den USA jedoch seit 1969 unter der Lizenz der Hershey Company. In der amerikanischen Version ist das Karamell dick und zäh und nicht laufend, wie in anderen Ländern.

## Geschichte
Rolo wurde 1932 in England entwickelt und eingeführt, ursprünglich von der Firma Mackintosh's (u. a. bekannt für die Karamellbonbons der Marke "Quality Street"). Sie kamen 1952 unter der Marke Choc-o-Roll nach Deutschland. 1971 erfolgte auch in Deutschland die Umbenennung in Rolo.
Bis in die 1980er gab es Rolo in Deutschland auch mit einer Pfefferminz-Toffee-Füllung. Das Rollenpapier hatte eine dunkelgrüne Grundfarbe.